# Lämmerbichl
De Lämmerbichl is een tweepersoons-stoeltjeslift voor de Rastkogelbahnen bij de Rastkogelbahn in de Oostenrijkse deelstaat Tirol. De lift is in 1984 gebouwd door Doppelmayr. In hetzelfde gebied bestaat ook een sleeplift met dezelfde naam, deze lift loopt op een andere plek en eindigt zo'n 100 meter boven het bergstation van de DSB Lämmerbichl.
Vanaf het dalstation van de Lämmerbichl, kan men via een ongeprepareerde skiroute naar het skigebied Eggalm skiën, vanaf die skigebied kan met weer met een geprepareerde piste naar het dalstation van de Rastkogelbahn skiën.

## Prestaties
Er zijn 222 stoeltjes en in elk stoeltje kunnen twee personen plaatsnemen. De kabel draait met 2,3 meter per seconde zijn rondes over de kabelbaan. De kabelbaan kan per uur 1406 personen per uur vervoeren. Er zijn 15 palen die de lift ondersteunen.